# Progress (Adygeja)
Progress (russisch Прогресс) ist ein Dorf (chutor) in Südrussland. Es gehört  Republik Adygeja und hat 173 Einwohner (Stand 2019). Im Ort gibt es 10 Straßen.

## Geographie
Das Dorf liegt im Norden des Giaginski rajon, 5,5 km südlich des Dorfes Nowy, 8 km östlich des Dorfes Giaginskaja und 38 km nordöstlich der Stadt Maikop. Obraszowoje, Krasny Chleborob, Dondukowskaja, Sadowy und Giaginskaja sind die nächsten Siedlungen.